# Cinéorama

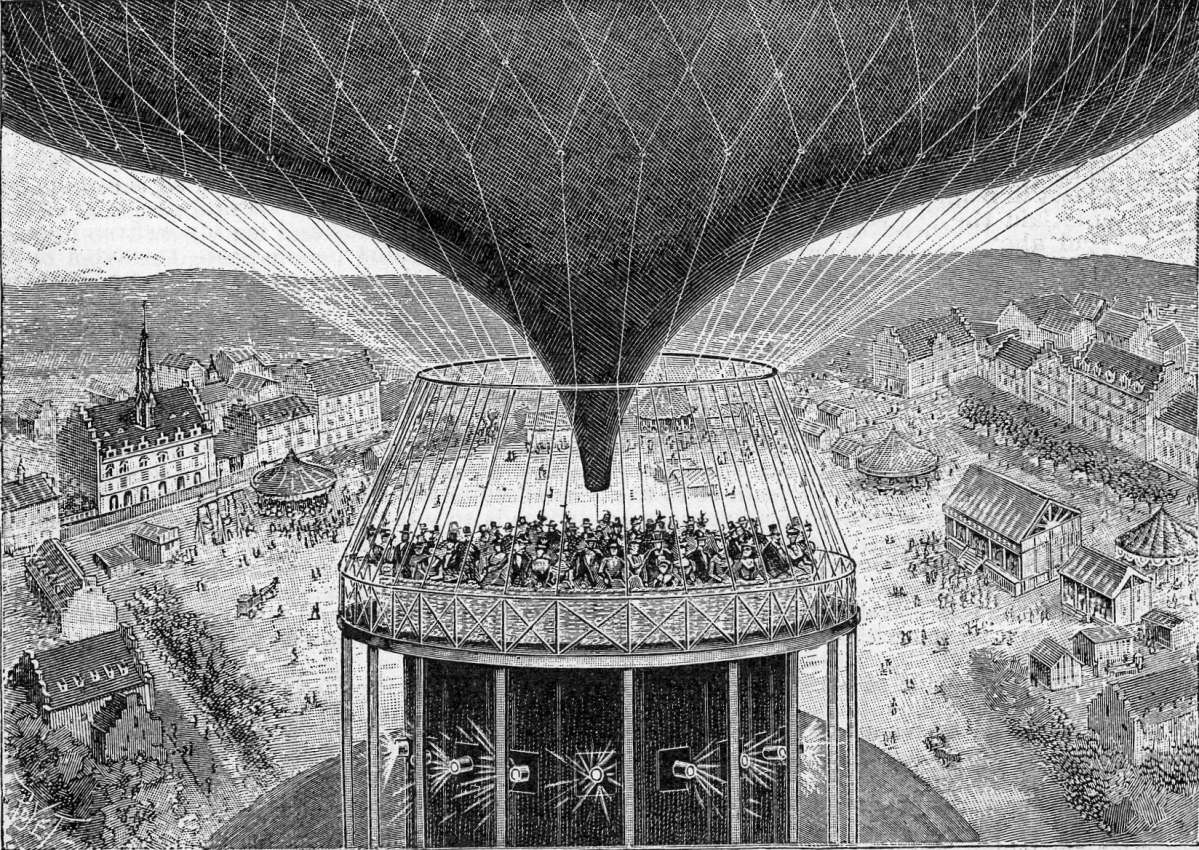
Cinéorama

Il Cinéorama era un processo di proiezione cinematografica, su uno schermo circolare, realizzata mediante l'impiego di dieci proiettori sincronizzati. 

## Storia
Il processo fu messo a punto dal francese Raoul Grimoin-Sanson, brevettato nel 1897 e presentato in occasione della l'Esposizione universale del 1900 a Parigi. Lo spettacolo attirò una tale folla che dovette essere interrotto dopo soli tre giorni di funzionamento, per motivi di sicurezza. 
Contrariamente ad una leggenda fermamente consolidata, probabilmente non ci fu mai una proiezione pubblica, ma solo descrizioni immaginarie sulla stampa dell'epoca e pubblicazioni su brochure. Il 18 agosto dello stesso anno la Società Francese di Cinéorama fu posta in liquidazione.

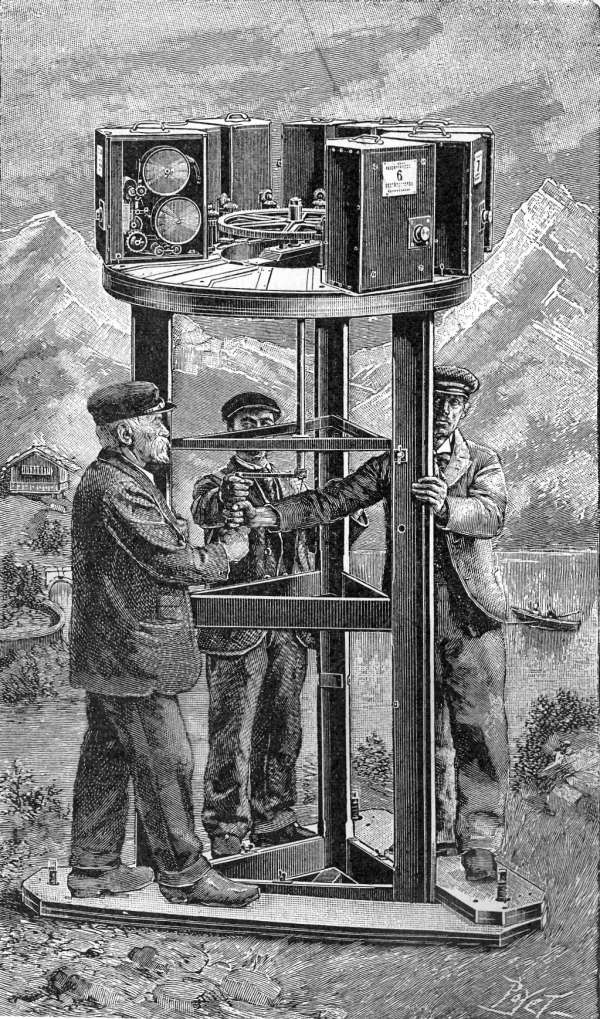
Apparecchiatura di proiezione.

Il Cinéorama, che abbia avuto successo o meno, fu il primo tentativo di proiezione di film con immagini a 360 °.
Lo storico Jean-Jacques Meusy ha fatto luce su questa bella leggenda, che le successive generazioni di storici del cinema hanno dato per scontata. 
Fu il primo fra i procedimenti di cinema circolare: polyvision, cinemiracle, thrillerama, wonderama, circarama, circlorama, quadravision.

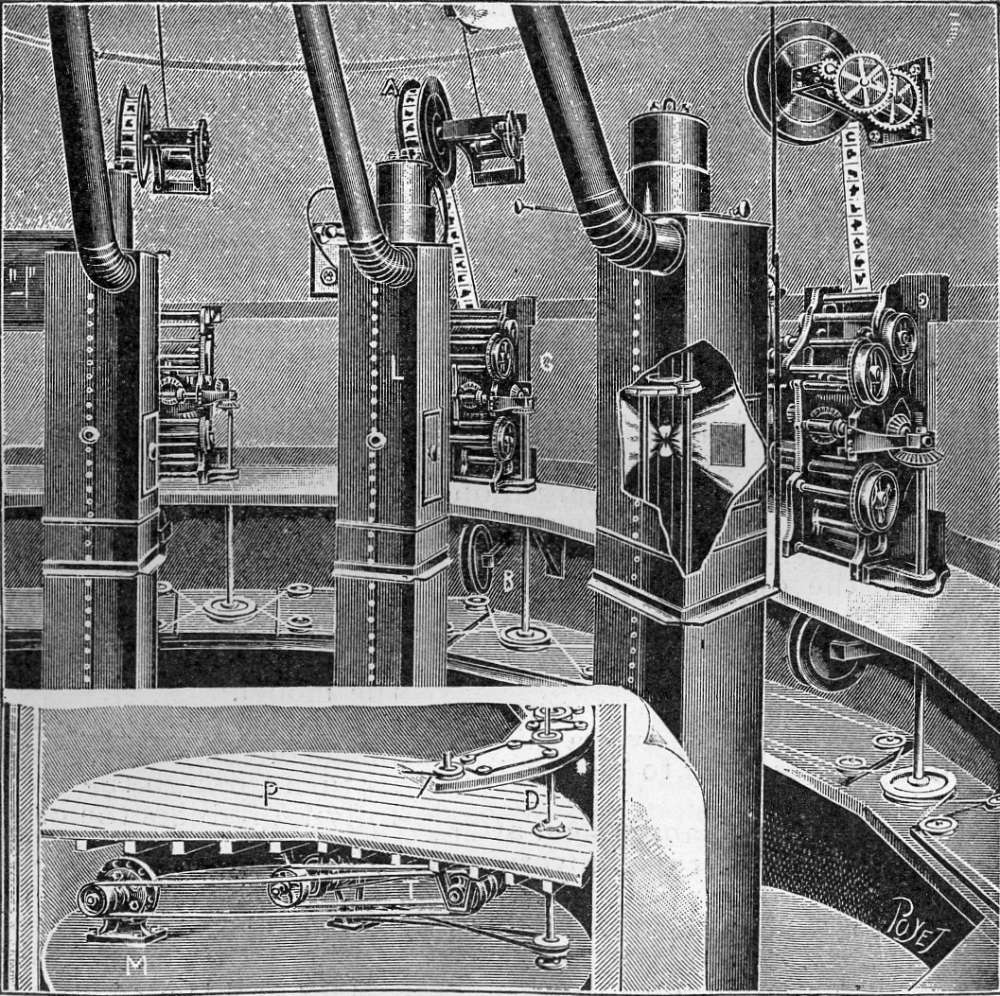
Cabina di proiezione.